# Gewöhnliche Goldrute
Die Gewöhnliche Goldrute (Solidago virgaurea), auch Gemeine Goldrute oder Echte Goldrute genannt, ist eine Pflanzenart aus der Gattung der Goldruten (Solidago) innerhalb der Familie der Korbblütler (Asteraceae). Trivialnamen sind beispielsweise Petrusstab, Ungsengkraut und Heidnisch Wundkraut.

## Beschreibung

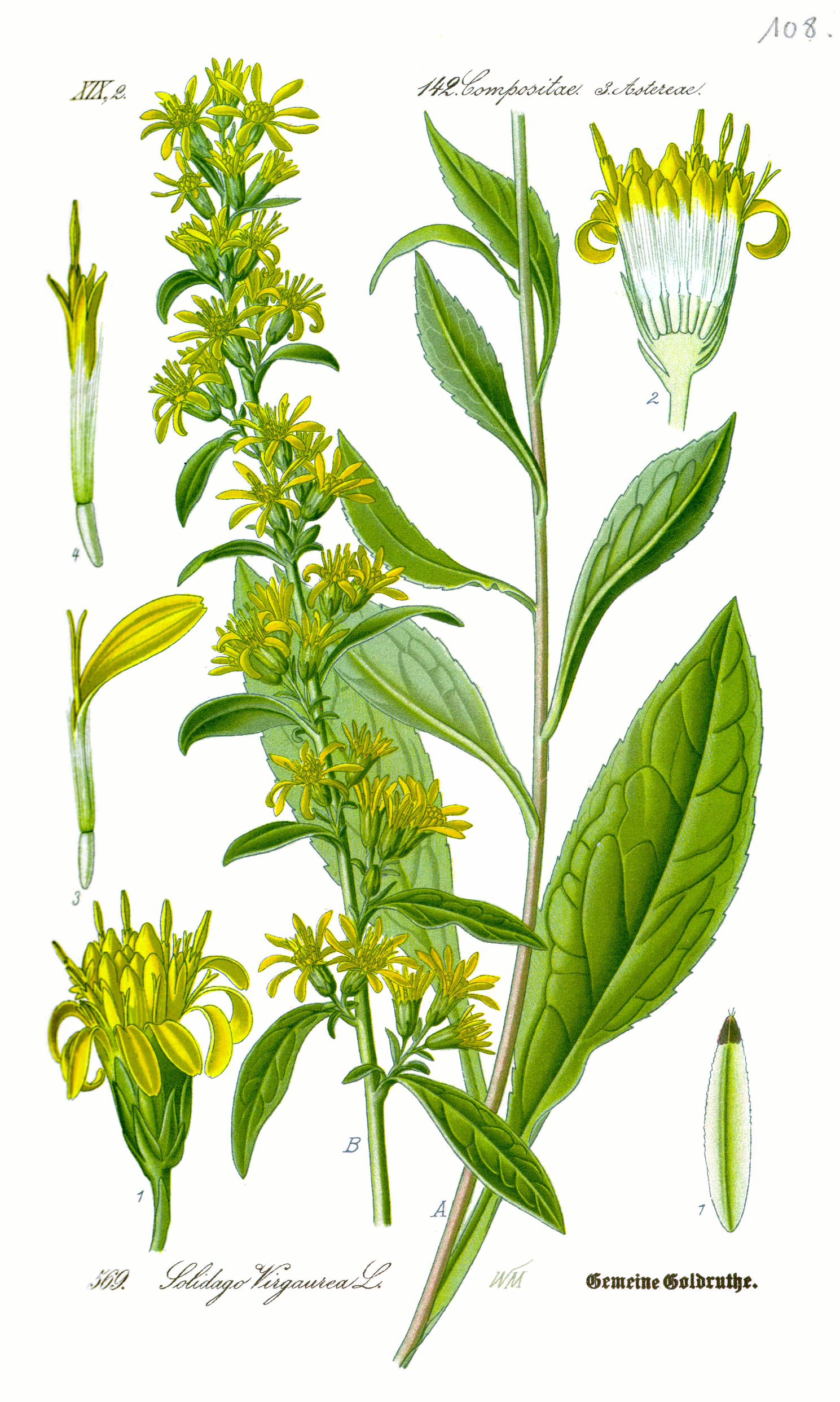
Illustration aus
Otto Wilhelm Thomé: Flora von Deutschland, Österreich und der Schweiz, Gera 1885

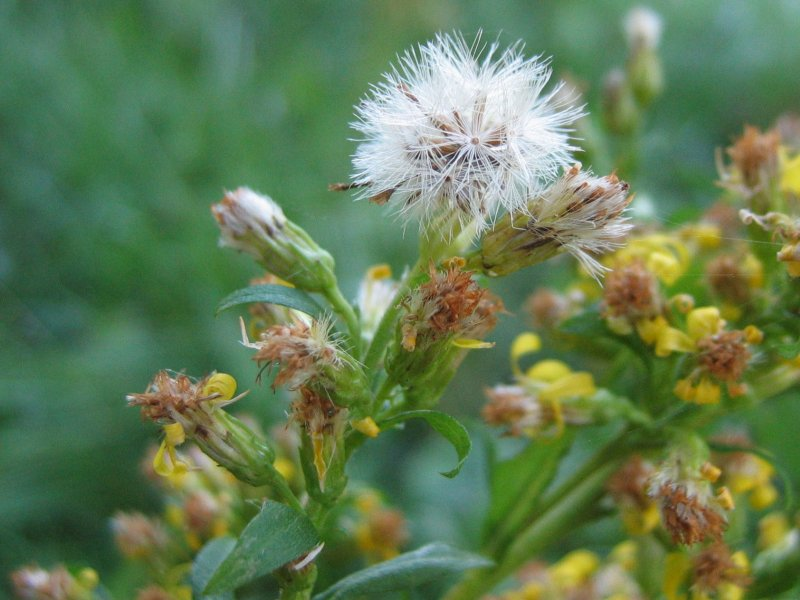
Fruchtstand und Pappus der Achänen

### Vegetative Merkmale
Bei der Gewöhnlichen Goldrute handelt sich um ausdauernde krautige Pflanzen, die Wuchshöhen von 10 bis 100 Zentimeter, meist jedoch etwa um die 40 Zentimetern erreichen. Die Stängel sind meist unverzweigt, zumindest im unteren Bereich.
Die wechselständigen Laubblätter sind im unteren Teil des Stängels gestielt und eiförmig und gehen nach oben in schmäler lanzettliche, sitzende Blätter über. Der Blattrand ist meist unregelmäßig gezähnt, nur selten fast ganzrandig.

### Generative Merkmale
Die körbchenförmigen Teilblütenstände stehen in endständigen, allseitswendigen, schwach verzweigten rispigen bzw. zusammengesetzten traubigen Blütenständen zusammen. Die Blütenstände sind deutlich lockerer als bei den anderen europäischen Goldruten-Arten. Die Blütenkörbchen sind mit 6 bis 10 Millimetern Länge auch deutlich größer. Die sechs bis zwölf rein gelben Zungenblüten sind viel länger als die Körbchenhülle und stehen seitlich ab, sodass die Körbchen einen Durchmesser von 10 bis 15 Millimeter haben.
Die Blütezeit reicht von Juli bis Oktober.
Die Chromosomenzahl beträgt 2n = 18 für Solidago virgaurea subsp. virgaurea und für Solidago virgaurea subsp. minuta.

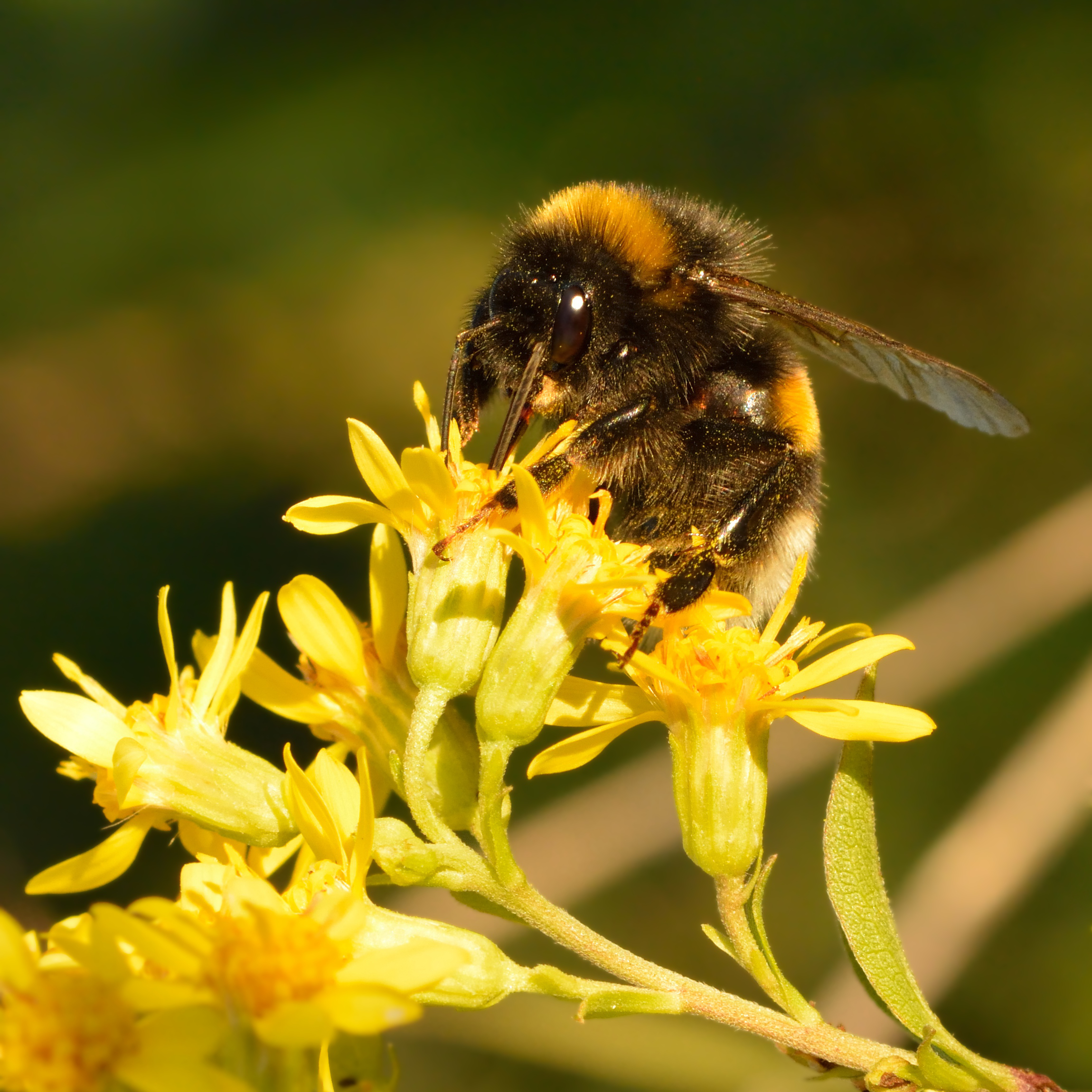
Bestäubung mit Kryptarum-Erdhummel

## Ökologie
Bei der Gewöhnlichen Goldrute handelt es sich um einen Hemikryptophyten.
Die Bestäubung erfolgt durch Bienen, Hummeln, Schwebfliegen und Schmetterlinge oder durch Selbstbestäubung.
Die Ausbreitung der Diasporen, es sind Achänen, erfolgt durch den Wind, durch Ameisen oder durch Klettausbreitung.
Die Gewöhnliche Goldrute wird von den Rostpilzen Puccinia virgae-aureae und Uromyces sommerfeltii mit Telien befallen.

## Giftigkeit
Die Gewöhnliche Goldrute gilt als praktisch ungiftig für den Menschen. Beim häufigen Umgang kann die Art beim Menschen eine Kontaktallergie auslösen. Das experimentell ermittelte Sensibilisierungsvermögen ist mittelstark. Ursächlich verantwortlich für die Allergieauslösung sind wahrscheinlich bisher unbekannte Sesquiterpenlactone, da Kompositenallergiker auf Solidago-Arten mit Kreuzallergien reagieren. Gleichzeitig stehen die Pollen der Goldrute im Verdacht, Heuschnupfen auszulösen.

## Standorte
Die Gewöhnliche Goldrute wächst an eher trockenen, nährstoffärmeren Standorten wie in lichten Laubwäldern, an trockenen Wald-, Gebüsch- oder Wegrändern und in Magerrasen. An solchen Standorten ist sie in Mitteleuropa weit verbreitet.

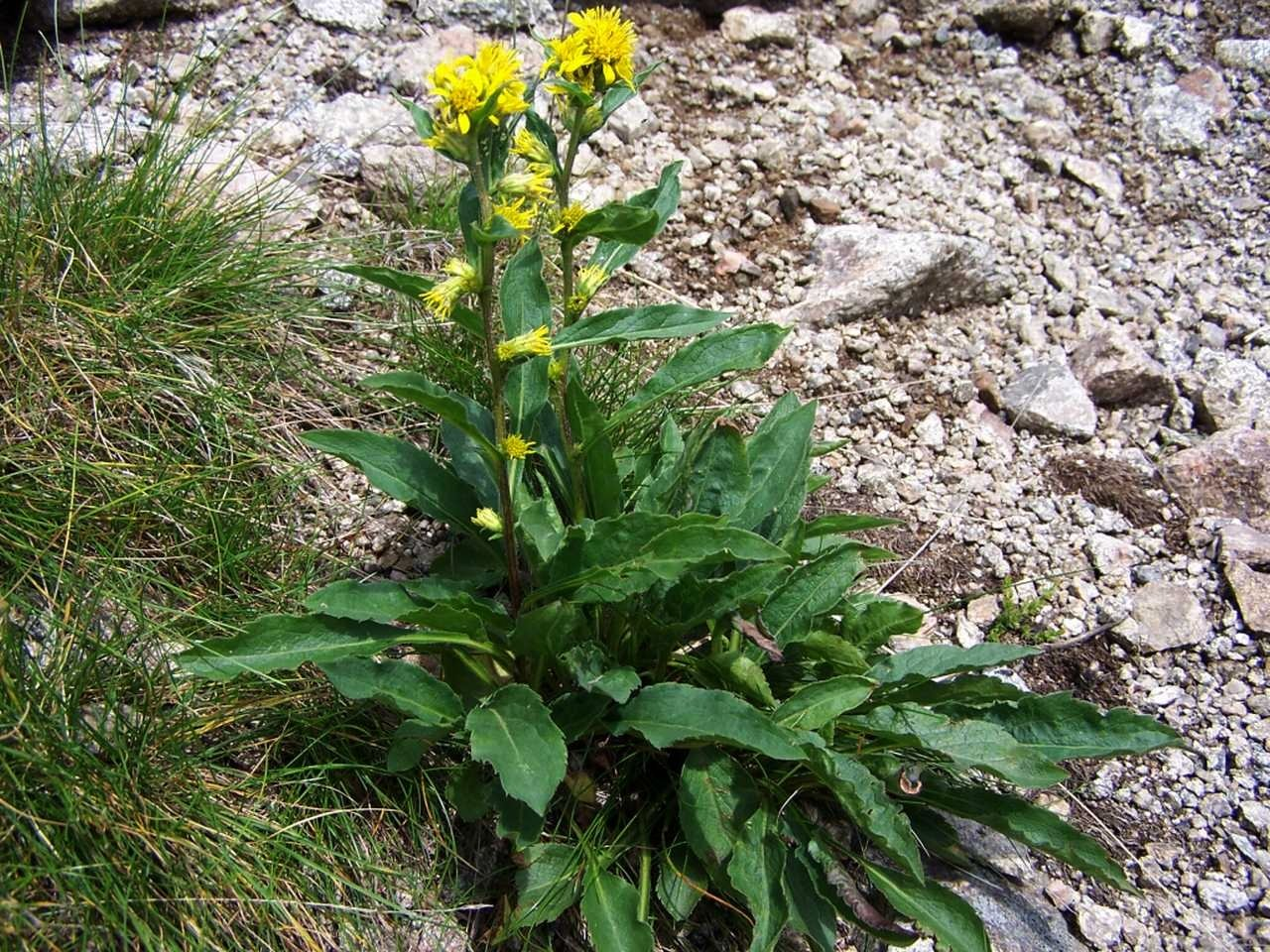
Solidago virgaurea subsp. minuta

## Systematik und Verbreitung
Die Erstveröffentlichung von Solidago virgaurea erfolgte 1753 durch Carl von Linné. Synonyme für Solidago virgaurea L. sind: Solidago vulgaris Lam. non Mill., Solidago corsica (Rouy) A.W.Hill, Solidago minor Mill., Solidago nudiflora Viv., Solidago pygmaea G.Bertol., Solidago virgaurea subsp. nudiflora (Viv.) Nyman.
Insgesamt kommt die Gewöhnliche Goldrute in Eurasien von den arktischen bis in die subtropischen Gebiete vor, in den subtropischen Gebieten allerdings nur in den Bergregionen.
Es gibt einige Unterarten (Auswahl):
- Solidago virgaurea subsp. armena (Grossh.) Greuter: Sie kommt in Armenien und Georgien vor.[4]
- Solidago virgaurea subsp. caucasica (Kem.-Nath.) Greuter: Sie kommt im Kaukasusraum und in Transkaukasien vor.[4]
- Solidago virgaurea subsp. centiflora Velen.: Sie kommt in Bulgarien vor.[4]
- Solidago virgaurea subsp. dahurica (Kitag.) Kitag.: Sie kommt im europäischen Russland vor.[4]
- Solidago virgaurea subsp. fallit-tirones (Font Quer) Rivas Mart. & al.: Sie kommt in Spanien vor.[4]
- Solidago virgaurea subsp. jailarum (Juz.) Tzvelev: Sie kommt in der Ukraine vor.[4]
- Solidago virgaurea subsp. lapponica (With.) Tzvelev: Sie kommt in Russland vor.[4]
- Solidago virgaurea subsp. macrorrhiza (Lange) Nyman: Sie kommt in Spanien und in Frankreich vor.[4]
- Solidago virgaurea subsp. minuta (L.) Arcang. (Syn.: Solidago alpestris Willd.): Sie ist in den Gebirgen Europas und Nordafrikas von Spanien, Großbritannien und Skandinavien über die Alpen, die Karpaten, die Gebirge der Balkanhalbinsel bis zur Türkei und Ukraine verbreitet.[4] Sie gedeiht in offenen, bodensauren Magerrasen der hochmontanen und subalpinen Höhenstufe und ist eine Charakterart des Nardion-Verbands. Darüber hinaus kommt sie auch in Gesellschaften des Verbandes Calamagrostion arundinaceae oder im Unterverband Rhododendro-Vaccinienion vor.[1] In den Allgäuer Alpen steigt sie von etwa 1500 Metern bis zu einer Höhenlage von 2300 Metern am Linkerskopf in Bayern auf.[5]
- Solidago virgaurea subsp. pineticola Sennikov: Sie kommt im Baltikum und in Russland vor.[4]
- Solidago virgaurea subsp. rupicola (Rouy) Lambinon: Sie kommt in Frankreich vor.[4]
- Solidago virgaurea subsp. talyschensis (Tzvelev) Sennikov: Sie kommt in Transkaukasien vor.[4]
- Solidago virgaurea subsp. taurica (Juz.) Tzvelev: Sie kommt in Russland, in der Ukraine, in Moldawien und in Estland vor.[4]
- Solidago virgaurea subsp. turfosa (Grossh.) Greuter: Sie kommt in Georgien vor.[4]
- Solidago virgaurea L. subsp. virgaurea: Sie ist in Eurasien weitverbreitet.[6] Sie gedeiht in Gesellschaften der Klassen Trifolio-Geranietea, Epilobietea oder Nardo-Callunetea.[1]

Die ökologischen Zeigerwerte nach Landolt & al. 2010 sind in der Schweiz: Feuchtezahl F = 2+ (frisch), Lichtzahl L = 2 (schattig), Reaktionszahl R = 3 (schwach sauer bis neutral), Temperaturzahl T = 3+ (unter-montan und ober-kollin), Nährstoffzahl N = 3 (mäßig nährstoffarm bis mäßig nährstoffreich), Kontinentalitätszahl K = 3 (subozeanisch bis subkontinental).

## Verwendung
Die Gewöhnliche Goldrute wird als Heilpflanze bei Blasen- und Nierenleiden eingesetzt. Die Droge wirkt kräftig diuretisch (harntreibend). Die Diuresewirkung wird auf den Gehalt an Saponinen zurückgeführt. Der Solidago-Extrakt vermindert die Permeabilität der Gefäßwände und bewirkt gleichzeitig eine Erhöhung der Gefäßresistenz. Für die Gewöhnliche Goldrute wurden auch entzündungshemmende, schwach krampflösende und schmerzstillende Eigenschaften belegt, die auf dem Gehalt an Leiocarposid und Virgaureosid beruhen.
Im Mittelalter fand sie auch als Wundkraut Verwendung.
Die wichtigsten Inhaltsstoffe sind Phenolglycoside, besonders Leiocarposid und Virgaureosid A, ferner Flavonoide. Das ätherische Öl enthält u. a. das Sesquiterpen γ-Cadinen als Hauptkomponente, das auch im Wacholder vorhanden ist.
Wegen des Gehaltes an Flavonoiden lässt sich die Gewöhnliche Goldrute auch zum Färben von Wolle oder Baumwolle verwenden. Die Stoffe erhalten einen goldgelben Ton.